# 土岐銀次郎

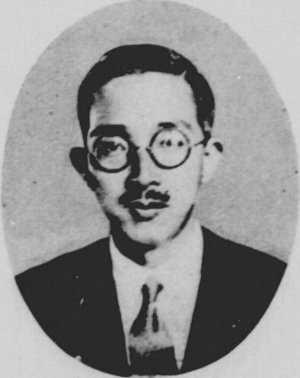
土岐銀次郎

土岐 銀次郎（とき ぎんじろう、1894年（明治27年）3月11日 - 1976年（昭和51年）4月1日）は、日本の内務官僚。官選県知事、東京新聞副社長。旧姓・三宅。

## 経歴
和歌山県出身。三宅進一郎の二男として生まれ、1916年に土岐嘉平の養子となる。第一高等学校を卒業。1917年7月、東京帝国大学法科大学政治学科を卒業。同年10月、文官高等試験行政科試験に合格。内務省に入省し岡山県属となる。
以後、東京府属、内務属、栃木県河内郡長、岐阜県理事官、東京府理事官、帝都復興院事務官、静岡県学務部長、愛知県書記官・学務部長、三重県書記官・警察部長、復興局書記官、復興事務局書記官、山梨県書記官、山形県書記官・内務部長、大阪府部長・総務部長などを歴任。
1935年5月、富山県知事に就任。戦時体制の整備などに尽力。1938年4月、埼玉県知事に転任。戦時下の対応や、水害の復旧などに尽力。1941年1月、知事を退任した。同年に退官。その後、戦時物資活用協会理事長、東京新聞副社長（1944～1945）を務めた。戦後に公職追放となった。

## 親族
- 妻 土岐嘉子（養父長女）[4]
- 兄 三宅哲一郎（駐チリ公使）[4]

## 栄典
- 1940年（昭和15年）8月15日 - 紀元二千六百年祝典記念章[9]